# De första åren
De första åren — en español: «Agnetha Fältskog los primeros años» y en inglés: «Agnetha Fältskog the early years»— es una caja recopilatoria de la cantante sueca «Agnetha Fältskog» (exintegrante de ABBA)

## Lista de canciones

### CD 1: Agnetha Fältskog (1968)
1. " Jag var så kär    3:18
2. "  Jag har förlorat dej    3:25
3. "  Utan dej mitt liv går vidare    2:47
4. "  Allting har förändrat sej    3:10
5. "  Försonade    2:57
6. "  Slutet gott allting gott    1:43
7. "  Tack Sverige    3:00
8. "  En sommar med dej    3:20
9. "  Snövit och de sju dvärgarna    3:07
10. "  Min farbror Jonathan    2:31
11. "  Följ med mig    1:35
12. "  Den jag väntat på    2:24

### CD 2: Agnetha Fältskog Vol. 2 (1969)
1. "  Fram för svenska sommaren    2:26
2. "  Lek med dina dockor    2:15
3. "  Ge dej till tåls    2:25
4. "  Skål kära vän    2:05
5. "  Glöm honom    2:15
6. "  En gång fanns bara vi två    2:41
7. "  Hjärtats kronprins    2:35
8. "  Det handlar om kärlek    2:26
9. "  Som en vind kom du till mig    3:24
10. "  Agnetha – Señor Gonzales    2:28
11. "  Zigenarvän    2:54
12. "  Tag min hand låt oss bli vänner    2:14

### CD 3: Som jag är (1970)
1. "  Som ett eko    3:09
2. "  När jag var fem    3:08
3. "  En sång och en saga    3:35
4. "  Tänk va' skönt    3:21
5. "  Ta det bara met ro    2:10
6. "  Om tårar vore guld    3:27
7. "  Hjärtats saga    2:18
8. "  Spela vår sång    2:18
9. "  Agnetha Fältskog med Björn Ulvaeus – Så här börjar kärlek    2:31
10. "  Du ska minnas mig    3:11
11. "  Jag ska göra allt    3:46
12. "  Sov gott min lilla vän    2:44

### CD 4: När en vacker tanke blir en sång (1971)
1. "  Många gånger än    2:35
2. "  Jag vill att du skall bli lyckig    3:05
3. "  Kungens vaktparad    2:40
4. "  Mitt sommarland    2:23
5. "  Nya ord    2:13
6. "  Jag skall inte fälla några tårar    1:59
7. "  Då finns du hos mig    2:30
8. "  Han lämnar mig för att komma till dig    3:03
9. "  Kanske var min kind lite het    3:07
10. "  Sången föder dig tillbaka    3:13
11. "  Tågen kan gå igen    3:06
12. "  Dröm är dröm, och saga saga   3:25

### CD 5: Elva kvinnor i ett hus (1975)
1. "  S.O.S.    3:23
2. "  En egen trädgård    2:35
3. "  Tack för en underbar, vanlig dag    2:39
4. "  Gulleplutt    2:56
5. "  Är du som han?    2:50
6. "  Och han väntar på mej    3:03
7. "  Doktorn!    2:51
8. "  Mina ögon    3:04
9. "  Dom har glömt    3:49
10. "  Var det med dej?    3:39
11. "  Visa i åttonde månaden    3:57

### CD 6 (bonus CD)
1. "  När du tar mej i din famn  (A. Fältskog/Ingela "Pling" Forsman) 4:07
2. "  Tio mil kvar till Korpilombolo  (A. Fältskog/B.Ulvaeus/P.Himmelstrand) 3:00
3. "  Vart ska min kärlek föra  (Andrew Lloyd Webber/Tim Rice/Britt G Hallqvist) 3:20
4. "  En sång om sorg och glädje  (Mario Chepstone/Giosy Capuano/Mike Shepstone/S. Anderson) 3:45
5. "  Någonting händer med mej  (Alan Moorehouse/Bo-Göran Edling) (with Jörgen Edman) 2:35
6. "  Litet solskenbarn (Peter Howlett Smith/Karl Gerhard Lundkvist) (B.side of 'Om tårar vore guld') 3:10
7. "  Så glad som dina ögon (A. Fältskog/Kenneth Gärdestad) (B.side of 'Tio mil kvar till Korpilombolo') 3:00
8. "  Nu ska du bli stilla  (Andrew Lloyd Webber/Tim Rice/Britt G Hallqvist) 3:48
9. "  Sjung denna sång  (Sonny Bono/Charles Greene/Brian Stone/A. Fältskog) (with Jörgen Edman) 2:40
10. "  Vi har hunnit fram till refängen (Neil Sedaka/Howard Greenfield/S. Anderson) 4:06
11. "  Here For Your Love  (A. Fältskog/Bosse Carlgren) 2:54
12. "  Golliwog  (A. Fältskog/Bosse Carlgren) 2:55
13. "  The Queen Of Hearts  (A. Fältskog/Ingela "Pling" Forsman) 3:20
14. "  Det var såhär det började  (Intervjuer och radioinslag)  4:58
15. "  Borsta tandtrollen bort  1:52

- Datos: Q3387985